# Les Ifs
Les Ifs är en kommun i departementet Seine-Maritime i regionen Normandie i norra Frankrike. Kommunen ligger i kantonen Envermeu som tillhör arrondissementet Dieppe. År 2022 hade Les Ifs 72 invånare.

## Befolkningsutveckling
Antalet invånare i kommunen Les Ifs
| Referens: INSEE |